# Laurence Revey
 (avril 2021).
Si vous disposez d'ouvrages ou d'articles de référence ou si vous connaissez des sites web de qualité traitant du thème abordé ici, merci de compléter l'article en donnant les références utiles à sa vérifiabilité et en les liant à la section « Notes et références ».
Laurence Revey est une chanteuse suisse,,.

## Biographie
D’origine suisse, elle étudie le théâtre à Paris, auprès de Philippe Brigaud et de Claude Matthieu, se produit aux Bouffes du Nord dans le temple théâtral de Peter Brook. Elle se forme en parallèle à l’Actors Sudio[réf. nécessaire], au Centre Américain, puis, étudie l’Opéra à Genève et le chant classique au Conservatoire de Lausanne, tout en étant choriste pour des musiques world et africaines à Paris. C’est au contact des musiciens africains qu’elle prend goût pour les dialectes et les langues orales qu’elle déclinera plus tard dans ses répertoires aux côtés du français et de l’anglais. Elle commence à chanter en soliste dans les bars du jazz, Marilyn, Gainsbourg, Billie Holiday.  
Elle enregistre sa première démo à Londres, sous l’égide du producteur anglais Pete Brown qui est également parolier du groupe Cream (Eric Clapton). Elle donne son premier concert en ouverture de Bernard Lavilliers, concert suivi d’une tournée à guichets fermés.  Son premier album est produit par l’Anglais Chris Birkett, producteur entre autres du titre Nothing Compares 2 U de Sinéad O’Connor.   
Laurence Revey s’associe ensuite avec Hector Zazou, producteur pour le label Real World et produit un album enregistré dans une église des montagnes suisses et mixé entre Paris et New York. Elle s’entoure ensuite de musiciens de la scène électro-jazz nordique : Nils Petter Molvear (ECM), Bugge Wesseltoft, le collectif londonien Transglobal Underground (Natacha Atlas), le contrebassiste suisse Mich Gerber et les Islandais de GusGus, pour publier une version électro du projet.  
Véritable « bête de scène », elle s’entoure de batteurs et de percussionnistes norvégiens, décroche le prix spécial du jury international du Paléo Festival, fait la première partie de Sting, créé un spectacle pour l’Opéra de Lausanne à base de rythmes, de voix et de live sampling, tourne en Belgique, au Canada, en Allemagne, en Espagne, en Italie, en France, et au Brésil lors du  Mercado Cultural, puis crée le « Solo in Silence » performance seule en scène composée uniquement de voix et de live sampling vocal. Elle se voit également offrir une soirée « Laurence Revey & Friends » au Montreux Jazz Festival.
Elle part ensuite aux États-Unis, où elle compose et écrit au contact de la scène underground New Yorkaise aux côtés notamment d’Arto Lindsay, puis en Islande où elle termine son album éponyme avec les producteurs islandais Bardi Johannsson (Keren Ann) et Valgeir Sigurdsson (Björk). Elle invite également sur cet album le mythique bassiste Tony Levin et les magiques voix du groupe de Mongolie Huun Huur Tu pour livrer un album aux sonorités rock - électro hypnotiques.  
Elle enregistre et produit ensuite à Paris et au studio Filtar à Stockholm, le titre IMMORTAL, dont Chris Elliot (Moulin Rouge) signe les arrangements de cordes. Le titre devient la chanson titre du film de Richard Berry « l’Immortel / 22 Bullets », avec Jean Reno. Le film est produit par les studios de Luc Besson, Europacorp. Klaus Badelt (Pirate des Caraïbes) signe la Bande Originale.
En 2013,  elle enregistre à Londres aux côtés du producteur anglais Mike Pela et découvre, qu’elle travaillait sans le savoir avec plusieurs acteurs du retour discographique de David Bowie. Elle est autorisée à reprendre un de ses titres. En 2014, elle termine à Londres l’album Opus 1 / Origins : « Alpine Blues / Le Blues des Alpages » qu’elle coproduit avec Mike Pela (Gagnant des Grammy Awards en 2011) et sur lequel elle invite : Gerry Leonard, David Rhodes, Tony Levin, ainsi que le batteur de hard rock norvégien Kenneth Kapstad pour livrer un album aux sonorités tribal & rock.  
En 2016, l’album « Alpine Blues » sort en Suisse où il obtient un bel accueil critique. Le CD est accompagné d’un livre « Le Blues des Alpages & Alpine Blues » (Éditions d’en Bas). Ecrit en français, le livre est traduit en anglais. L’artiste y relate les influences et les collaborations qui marquent ses débuts et parle des origines de sa musique. La parolier et dramaturge anglais Pete Brown (Cream), l’auteur en patois Joël Nendaz, le dramaturge suisse allemand Pedro Lenz et l’auteur islandais Andri Snaer Magnason participent au projet.   
De nombreux titres de la chanteuse ont été sélectionnés et figurent sur des compilations internationales aux côtés d’artistes tels que Daniel Lanois, Talvin Singh, Lamb, Miriam Makeba, Goldfrapp, Cesária Évora, Sigur Rós, Angélique Kidjo, Ute Lemper, Nusrat Fateh Ali Khan……

## Discographie
- 1997 - “Derrière le Miroir” (Mirror) - (avec Chris Birkett)
- 1999 - “Le Creux des fées = Le Cliot di Tsérafouin” - (The Fairy Hollow) – (avec Hector Zazou, Gabriel Yacoub)
- 2001 - “Le Creux des Fées / Remix” (avec Nils Petter Molvear, Gabriel Yacoub, Gus Gus, Mich Gerber, Bugge Wesseltoft, Transglobal Underground)
- 2006 - “Laurence Revey” (avec Arto Lindsay, Tony Levin, Bardi Johannsson, Valgeir Sigurðsson, Huun Huur Tu)
- 2010 - “L’Immortel / 22Bullets” – (Soundtrack) – (avec Peter Davis, Gerry Leonard, Chris Elliot)[4]
- 2016 – Opus 1 / Origins “Alpine Blues / Le Blues des Alpages” (avec Gerry Leonard, Mike Pela, Tony Levin, Pete Davis, David Rhodes, Hamid Mantu, Kenneth Kapstad)

## Compilations
- 2000 - One Voice - World Music Network  (Royaume-Uni)
- 2001 – Corso Como “Ying/Yang” Talvin Singh – Afro Celt Sound System…
- 2002 – Alps Music Rough Guide - World Music Network   Royaume-Uni
- 2003 – Stricktly Mundial Compilation (Germany)
- 2004 – Corso Como “North / South” Lamb – Mari Boine – Lisa Gerrard…
- 2005 – Nu Jazz Vol 4 (Austria)
- 2006 – Off the Beaten Track - World Music Network (Royaume-Uni)
- 2006 - Uzakataki Yakin - The Distant Near (Turquie ) Miriam Makeba – Angelique Kidjo…
- 2007 – Fabricantes de Ideas en Europa (Spain) Ute Lemper - Kimmo Pohjonen…
- 2007 – Corso Como “Il Sacro/Il Profano” Daniel Lanois - Nusrat Fateh Ali Khan..
- 2008 – Corso Como « Mare Nostrum » Italy
- 2008 – Les Divas de la World – Cesaria Evora, Noa….
- 2009 – Sound Trip Iceland (Germany ) Sigur Rós…
- 2010 – Corso Como "The Best of 10 Corso Como" Lamb, Cassandra Willson, Talvin Singh...

## Cinéma
- 2005 – « Au sud des nuages » - Soundtrack
- 2005 - « Snow White » - Sountrack
- 2010 – « L’Immortel / 22 Bullets » - Soundtrack[4]

## Live
- 1997 –  Opening Bernard Lavilliers
- 1998 – « La Nuit Coule » Tour
- 1999 – « Le Creux des Fées  / The Fairy Hollow » Tour
- 2000  – « Laurence Revey&Friends »  Montreux Jazz Festival
- 2001 –  Opening Sting
- 2002 -  « Air & Fire » Opéra de Lausanne
- 2004  - « Electro-Colchiques » Tour
- 2005 –  « Solo In Silence » Tour
- 2006 -  « Eponym  Tour »
- 2008 – « From the Alps to the Sea »  feat David Rhodes
- 2013 -  « Tribal & Rock Tour »
- 2015 –  « TMWSTW Tour »
- 2016 - "Le Blues des Alpages" feats Transglobal Underground

## Collaborations – Live Guests
- 2003 – « Lights in the Dark » Tour – Hector Zazou - Guest
- 2004 – « Transglobal Underground » Guest
- 2007 – « Stick Men » - Tony Levin - Guest
- 2012 – « Anthem » with Mike Pela – Sound & Light Show

## Théâtre
- 1995 – « Promotion Michel Piccoli » Bouffes du Nord
- 2002 « L’Ë é le Fouà » Production Théâtre de Vidy
- 2006 – « Les Bacchantes » Teatro Malandro – Direction des chœurs

## Parutions
- 2011 – « Le Cahier II Langues et Cultures de l'Académie Suisse des Sciences Humaines et Sociales de Berne » (Suisse) de Laure Grüner, sous la direction d'Andres Kristol
- 2012 - "Cippe à Corinna Bille" inFolio, Études Littéraires, Le Cippe
- 2016 - « Le Blues des Alpages / Apline Blues » Éditions d'En-bas

## Prix - Cérémonies Officielles
- 1995 - Prix Spécial du Jury International du Paléo Festival
- 1998 - Prix de la Fondation Suisa pour la Musique
- 1999 - Prix de la Création, Pro Helvetia
- 1999 - Festival de Télévision de Monte Carlo en présence de son Altesse Sérénissime le Prince Albert II de Monaco
- 2002 - Palais des Nations ONU, Genève
- 2002 - Cérémonie de clôture de l'EXPO Nationale Suisse
- 2006 - Présence Suisse, JO de Turin
- 2006 - Forum Barcelona (Spain)
- 2007 - 70ème de la Loterie Romande (Lausanne)
- 1998-2014 - Commission de Répartition et des Œuvres de la SUISA (Société Suisse des Auteurs)
- 2015 - Expo Milano 2015